# 錢尼牧場 (加利福尼亞州)
錢尼牧場（英語：Chaney Ranch）是位於美國加利福尼亞州弗雷斯諾縣的一個非建制地區。該地的面積和人口皆未知。

## 地理
錢尼牧場的座標為36°39′21″N 120°34′45″W / 36.65583°N 120.57917°W，而該地的平均海拔高度為124米（即407英尺）。